# مكتبة باين المجانية
مكتبة باين المجانية هي مكتبة رقمية لدار نشر الخيال العلمي ووالخيال باين بووكس (Baen Books) حيث يوجد 61 كتاب رقمي اعتبارا من يونيو من عام 2016 (و122 كتاب رقمي اعتبارا من عام 2008) يمكن تحميلها مجانياً بأكثر من صيغة، وبدون حقوق الطبع. وتأسست المكتبة في أواخر عام 1999 من قبل كاتب الخيال العلمي إريك فلينت والناشر جيم باين لتحديد ما إذا كان توفر الكتب المجانية عبر الإنترنت يحفز مبيعات كتبهم الورقية أم لا.

## نبذة
تمثل مكتبة باين الخبرة الواسعة في مجال الملكية الفكرية وحقوق التأليف والنشر فعلى ما يبدو أن مبيعات الكتب الرقمية المجانية والكتب الأخرى من نفس المؤلف وحتى إن كانت من ناشر مختلف تزداد حين توفر نسخة رقمية مجانية.
و تبيع باين أي بووكس الكتب الرقمية الفردية وبرامج للكتاب إلكتروني معتمدة على الاشتراكات. والكتب المتواجدة في المكتبة المجانية تتوفر عبر الموقع الألكتروني الخاص بباين بووكس بعدد من الصيغ ومنها،لغة توصيف النص الفائق(HTML)، وصيغة النص الغني أو الفني (Rich Text Format) وكتاب النشر الإلكتروني(EPUB) وبالإضافة إلى غير المشفرة موبي (mobi) وكيندل (Kindle).

## أقراص باين المدمجة
و في عام 2002 بدأت باين بإضافة أقراص مضغوطة في أغلفة بعض الكتب الجديدة من السلاسل الناجحة. وتحتوي على الروايات التي تسبق الكتاب المطبوع لتكمل السلسلة كاملة (لكتب نهاية السلسلة فقط) والأعمال التي هي من نفس المؤلف وبعض الأعمال من من مؤلفين أخرين وإضافات الوسائط المتعددة. وتمتلك الأقراص المضغوطة رخصة لحقوق النشر والتأليف وهي طريقة معبرة للتشجيع على النسخ والمشاركة بما في ذلك التي عبرالإنترنت.
تحتوي بعض هذه الأقراص نسخ لكتب ام بي3 سمعية واعتبارا من 2015 كان القرص 24 انفيجن (24 Invasion) الذي تم نشره في 2010 آخر أقراص باين الترويجية.
- يحتوي القرص01 على هونورفيرس (Honorverse) وذا شادو اوف ذا ليون (The Shadow of the Lion)أيضاً، ورواية1632 بالإضافة إلى الكثير.
- القرص06 يحتوي على ويند رايدرز اوث (Wind Rider's Oath) والقرص06b يحتوي على شادو اوف ساغانامي (Shadow of Saganami) ونشرت في عام 2004.
- القرص 13 يحتوي على ذا بلتيك وار (The Baltic War) وذا بيست اوف جيم باينز يونيفيرس2006(The Best of Jim Baen's Universe 2006)و نشر في عام 2006.
- يحتوي القرص 22 ميشن اوف اونور (Mission of Honor) وأيضا على ايكزدس (ستارفاير) (Exodus (Starfire)) ورواية1633 وبجانب الكثير.
- القرص 23 1635 ايستيرن فرونت (1635: The Eastern Front) يتضمن سلاسل 1632 و هايرز في الكساندريا (Heirs of Alexandria) وبجانب الكثير.
- القرص24 كرايوبورن (Cryoburn) تم تبديله بالقرص 24 انفيجن في مجموعة روايات ذا سيكريت وورلد كرونكلز (Secret World Chronicles).[4]

## الروابط خارجية
- مكتبة باين الحرة